# Eilon
Eilon est un kibboutz du nord d'Israël.

## Histoire
Il est fondé en 1938, par des polonais.

## Activités du kibboutz
- agriculture
- élevage laitier